# Panara phereclus
Panara phereclus är en fjärilsart som beskrevs av Carl von Linné 1758. Panara phereclus ingår i släktet Panara och familjen Riodinidae. Inga underarter finns listade i Catalogue of Life.

## Bildgalleri

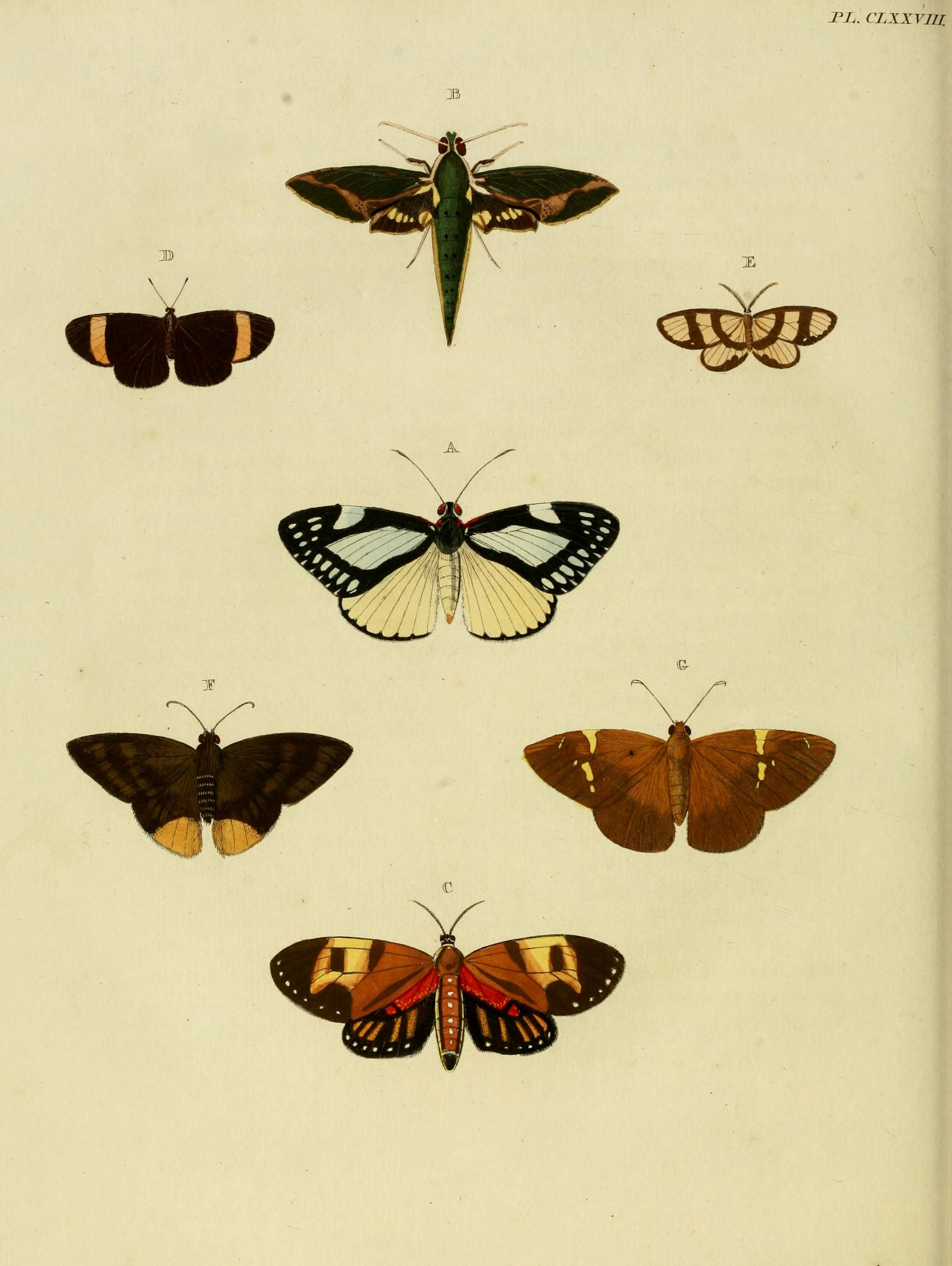